# Run This Town
Run This Town è una canzone prodotta da Jay-Z per il suo nuovo album The Blueprint 3 in collaborazione con la cantante barbadiana Rihanna e il rapper statunitense Kanye West. Si è aggiudicato due Grammy Awards come miglior collaborazione rap/sung e miglior canzone rap.

## Il singolo
Il singolo ha debuttato nelle radio americane il 24 luglio, è stato pubblicato su iTunes l'11 agosto e verrà pubblicato ufficialmente il 31 agosto 2009. La collaborazione di Rihanna è stata la sua prima apparizione ufficiale in seguito all'attacco dell'8 febbraio 2009 da parte del suo ex-fidanzato Chris Brown.

## Il video
In esclusiva sulle reti Mtv di tutto il mondo, il video di Run This Town ha debuttato il 20 agosto 2009. Il video è stato diretto da Anthony Mandler e girato il 6 agosto 2009 presso il Fort Totten Park di New York.

## Apparizioni Live
Il trio composto da Jay-Z, Rihanna e Kanye West si è esibito per la prima volta nella notte tra l'11 ed il 12 settembre in occasione di un concerto di Jay-Z a New York.
Le tre star internazionali si sono esibite il 14 settembre 2009 durante la prima puntata della serie televisiva americana The Tonight Show with Jay Leno, condotta appunto dal famoso presentatore della televisione statunitense Jay Leno.

## Successo commerciale
Il singolo ha debuttato alla posizione numero 88 nella prima settimana nella Billboard Hot 100. La settimana seguente ha raggiunto la posizione numero 66 e durante la terza settimana è volata dalla posizione 66 alla numero 3, anche se poi è lievemente scesa alla 5ª posizione, per poi scendere ancora alla 6ª posizione, risalendo alla 4ª posizione la settimana dopo. Sette giorni dopo, il singolo ha avuto il suo picco alla 2ª posizione.
Domenica 6 settembre, Run This Town è entrata nella classifica britannica "Singles Chart" raggiungendo la prima posizione e facendo ottenere a Jay-Z e Rihanna rispettivamente il primo e terzo singolo alla posizione numero 1 della classifica britannica.

## Classifiche

### Classifiche settimanali
| Classifica (2009) | Posizione massima |
| ----------------- | ----------------- |
| Australia         | 9                 |
| Austria           | 29                |
| Belgio (Fiandre)  | 28                |
| Belgio (Vallonia) | 32                |
| Canada            | 6                 |
| Danimarca         | 20                |
| Germania          | 18                |
| Irlanda           | 3                 |
| Norvegia          | 5                 |
| Nuova Zelanda     | 9                 |
| Paesi Bassi       | 30                |
| Regno Unito       | 1                 |
| Stati Uniti       | 2                 |
| Svezia            | 8                 |
| Svizzera          | 9                 |

### Classifiche di fine anno
| Classifica (2009) | Posizione |
| ----------------- | --------- |
| Australia         | 60        |
| Canada            | 53        |
| Regno Unito       | 60        |
| Stati Uniti       | 31        |
| Svezia            | 87        |
| Svizzera          | 84        |

## Riconoscimenti
Grammy Award
- 2010 – Miglior canzone rap[25]
- 2010 – Miglior collaborazione rap/sung

BET Hip Hop Awards
- 2010 – Candidatura al miglior video Hip-Hop[26]

People Choice Awards
- 2010 – Collaborazione musicale preferita[27]